# Osmond (motorfietsmerk)
Osmond is een historisch merk van motorfietsen.
Osmonds (1911) Ltd., The Tower, Greet, Birmingham (1911-1924).
Dit Britse merk hoorde bij de firma James. Osmond bouwde 485 cc eencilinders met Precision-motoren. Na de Eerste Wereldoorlog kwamen er 110- en 239 cc tweetakten uit eigen bedrijf.